# Rolf Schütze
Rolf Schütze (født 27. juli 1911 i Hamborg, død 6. september 1978 i Gentofte) var en dansk billedhugger, lærebogsforfatter og lærer.
Schütze var søn af prokurist August Hermann Thomas Schütze og Kirsten Møller og fik dansk indfødsret i 1923. Han blev gift d. 16. maj 1939 i Skovshoved med billedhugger Mette Marie Elisa von der Recke (1908-1943) og nogle år efter dennes tidlige død, gift d. 31. maj 1946 i Hørsholm med kunstmaleren Elsebet Maria Castenschiold (1923-2004). Rolf Schütze var nevø af tegner og illustrator Louis Moe (1857-1945) og Inger Møller (1868-1954) og han færdedes der i sin barndom og ungdom som søn af huset. Hans morfar var hofpianofabrikant Frederik Møller (Hornung & Møller).
Schütze var først elev på Teknisk Skole og derefter på Københavns Kunstakademi som elev af professor Einar Utzon-Frank frem til maj 1938.
Rolf Schütze vandt i 1938 1. præmien i Kunstakademiets konkurrence om gavludsmykning af Luftmarinestationen på Refshaleøen (opført 1937-1939) med et keramisk relief af to forgyldte, kæmpende ørne med blå baggrund. Desuden forskellige statuetter i glaseret brændt ler for Knabstrup Teglværk og Keramikfabrik samt adskillige portrætbuster i gips og bronze. Rolf Schütze tegnede desuden modeller til bestik og korpussølv for hofjuvelér P. Hertz samt det store Rigsvåben ved kongelogen i Radiohusets koncertsal (nu Konservatoriets Koncertsal, som blev indviet i 1945. Derudover arbejdede han i 1945-46 sammen med geolog, dr.phil S.A. Andersen og billedhuggeren Aksel Theilmann om at fremstille en rekonstruktion af guldhornene, efter Andersens snoede teori, som senere kom til at danne forlæg for de seneste guldhornsrekonstruktioner fra 1979 på Nationalmuseet.
Rolf Schütze deltog desuden i Kunstnernes Efterårsudstilling 1934-35 og Charlottenborgs Forårsudstilling 1934-38, 1940, 1942 og 1946 og flere andre.
Gennem flere år lærer på Vallerødskolen i Hørsholm, og blev i 1953 også kursusleder på Dansk Sløjdlærerskole, hvorefter han udgav flere lærebøger inden for sløjdfaget. Rolf Schütze var bl.a. foregangsmand inden for brugen af spånplade i møbelsløjd.

## Udvalgt litteratur
- "Louis Moe 1857-1945 og hans kunst", H. Hagerups Forlag, 1949 (sammen med redaktør Kai Flor)
- "Vi saver legetøj", Høst & Søns Forlag, 1961
- "Papirmekanik og Foldemænd", Høst & Søns Forlag, 1965
- "Redekasser til havens fugle", Høst & Søns Forlag, 1968
- "Unge møbler: Møbelsløjd med spånplader", Høst & Søns Forlag, 1969
- "Moderne Møbelsløjd", Høst & Søns Forlag, 1971
- "Små legeting af træ", Høst & Søns Forlag, 1973